# Lingua araki
La lingua araki è una lingua oceanica parlata a Vanuatu, nell'isola di Araki.

## Distribuzione geografica
L'araki è una lingua in via di estinzione parlata da 8 persone nell'isola omonima, a sud di Espiritu Santo. È gradualmente rimpiazzata dalla lingua tangoa, di un'isola vicina.

## Classificazione
Secondo Ethnologue, la classificazione della lingua araki è la seguente:
- Lingue austronesiane
  - Lingue maleo-polinesiache
    - Lingue maleo-polinesiache centro-orientali
      - Lingue maleo-polinesiache orientali
        - Lingue oceaniche
          - Lingue oceaniche centrali ed orientali
            - Lingue oceaniche remote
              - Lingue delle Vanuatu centro-settentrionali
                - Lingue delle Vanuatu e delle Isole Banks
                  - Lingue di Santo occidentale
                    - Lingua araki

## Fonologia

### Vocali
Le vocali sono:
|        | Anteriori | Centrali | Posteriori |
| ------ | --------- | -------- | ---------- |
| Chiuse | i         |          | u          |
| Medie  | e         |          | o          |
| Aperte |           | a        |            |

### Consonanti
L'araki ha 16 consonanti che genericamente compaiono all'inizio di una sillaba con alcune eccezioni.
|           |          | Bilabiali | Linguolabiali | Alveolari | Velari | Glottidali |
| --------- | -------- | --------- | ------------- | --------- | ------ | ---------- |
| Occlusive | sorde    | p         | t̼             | t         | k      |            |
| Affricate | sorde    |           |               | t͡ʃ        |        |            |
| Fricative | sorde    |           |               | s         |        | h          |
| Fricative | sonore   | β         | ð̼             |           |        |            |
| Nasali    | Nasali   | m         | n̼             | n         | ŋ      |            |
| Flap      | Flap     |           |               | ɾ         |        |            |
| Vibranti  | Vibranti |           |               | r         |        |            |
| Laterali  | Laterali |           |               | l         |        |            |